# 平塚由佳
平塚 由佳（ひらつか ゆか、1991年6月25日 - ）は、日本のタレント、グラビアアイドル。北海道登別市出身。愛称は「ゆかちん」。元サンスポアイドルリポーター(SIR)のメンバーとして活動していた。

## 略歴
- 大学入学で上京し、2010年よりアイドル活動を開始、2011年に事務所をウィンドーへ移籍。
- 2012年、アイドルユニット「カタモミ女子」メンバー0期生となる。2015年3月にメンバー6人が卒業するが、潮田ひかるとともに残留。中心メンバーとしてグループをけん引する。解散時の6人編成ではリーダー。
- 2013年、日テレジェニック候補生。
- 2015年3月、アパレル企業「Black Peach」を設立（代表：福永桃子）し、副社長兼モデル[3]としても活動。
- 2015年8月、所属事務所をエルモードへ移籍。
- 2016年1月23日、カタモミ女子公式サイトにて、カタモミ女子の2月11日解散が発表される[4]。以降、エルモードを離れ、ゴットリーブに所属する[5]。
- 2016年5月20日、ディーシャインと営業委託契約し[6]、6月11日より同社が経営する秋葉原のレンタルカフェ「セブンスヘブンCafe」のオーナーとしても活動[7][8]。
- 2016年7月、夕刊フジ「ZAKZAK」主催のZAK THE QUEEN 2016にエントリー[8][9]。
- 2016年11月-2017年1月、サンスポアイドルリポーター SIR6期候補生として活動。
- 2016年12月発売のDVD「Hip!Hip!Hip!（ヒップヒップヒップ）」表記でリボーンに所属したことが明らかになる[10]。
- 2017年1月25日、候補生活動の結果準グランプリを受賞し、サンスポアイドルリポーターに正式加入[11]。
- 2020年6月、体調不良により休養、8月26日付でサンスポアイドルリポーターを離脱[12]。

## 人物
特技はブリッジ歩行（エクソシスト歩行）とジグソーパズル。また、野球好きを公言し、千葉ロッテマリーンズのユニフォーム姿で番組に出演したことがある。別れの挨拶に北海道弁の「したっけねーっ」（「じゃあね」の意）をよく使う。
視力は悪く、プライベートでメガネは必需品である。チャームポイントは腹筋。
実家は登別温泉で酒屋を営む。

## 出演

### テレビ
- 「月刊MSAドコかで談話」（テレビ信州、2015年5月27日）- Black Peachとして
- 「ザ・ノンフィクション」（フジテレビ、2015年7月5日）- カタモミ女子として
- 「そんなバカなマン」（フジテレビ、2015年7月28日）
- 「応援美女子！」（チバテレビ、2015年9月29日）
- 「東京オーディション(仮)」（TOKYO MX、2016年7月-10月3日）- イイね！ガールズ[16]
- 「SIR6期生オーディション ～SIR6期生への道～」（TOKYO MX、2016年11月 - 2017年1月）
- 「開店!SIRのパチスキ!」（TOKYO MX、2016年11月 - 2020年3月）

### ラジオ
- 「火曜BEAST!」（レインボータウンFM）

### インターネット放送
- 「tokyo torico」（WALLOP）2015年8月11日 - 野球好きアイドル決起集会
- 「急募！　すんごいの」（HarajukuTV、2016年11月22日 - ） - メインMC[17]
- 「ペーパーアイドル」（文化放送超!A&G+、2016年11月 -2020年3月）
- SIRパチンコ放送局「新装開店!SIRの生パチ!」（ニコニコ生放送公式チャンネル、2016年11月-）
- SIRのパッチPACHIヘッドライン（2020年5月7日 - 6月29日、YouTube）

### 雑誌
- 『SPA!』- カタモミ女子として
- 『MEN'S KNUCKLE』ミリオン出版
- 『BARFOUT!』（2012年、ブラウンズブックス)
- 『サイゾー』（2013年1月号、サイゾー） - カタモミ女子として
- 『週刊大衆ヴィーナス』（2015年 6月2日号、双葉社） - カタモミ女子として
- 『B.L.T.』（2015年11月号 9月24日発売、東京ニュース通信社）- カタモミ女子として

### CM
- 伊那バス観光（2015年5月） - 共演：内田結衣[16]

### PV
- シシド・カフカPV「キケンなフタリ」出演

### ゲーム
- amebaゲーム「東京ガールズスナップ」 - 平塚由佳役

### イベント
- AKIBA TOKYO COLLECTION（2015年8月24日、ベルサール秋葉原B1）
- シアタープロレス花鳥風月（2015年9月27日、浅草・アサヒビール　スーパードライホール） - カタモミ女子として[18]

## 作品

### DVD
- ヒーリングガールHealing Girl：平塚由佳（2013年1月24日、ソフト・オン・デマンド）
- はじめまして!私達!『カタモミ女子』です!!Vol.1 （2013年8月22日、ソフト・オン・デマンド）[19]。
- ピーチティー/平塚由佳（2016年7月29日、グラッソ）[20]
- Hip!Hip!Hip!（ヒップヒップヒップ）（2016年12月23日、グラッソ）

### CD
- カタモミEP（2015年10月25日）- カタモミ女子として

#### 楽曲参加
- ミオヤマザキ「アイドルfeat.100人のアイドル」[21] - 2015年10月30日配信